# Катастрофа Dornier 328 в Генуе
Катастрофа Dornier 328 в Генуе — авиационная катастрофа, произошедшая 25 февраля 1999 года. Самолёт Dornier 328 авиакомпании Minerva Airlines выполнял регулярный внутренний рейс AZ 1553 по маршруту Кальяри—Генуя, но при посадке в аэропорту назначения потерял управление и выкатился за пределы ВПП. Из находившихся на борту 31 человека (27 пассажиров и 4 члена экипажа) трое погибли, включая бортпроводника. Ещё один пассажир позже скончался в больнице. Авиалайнер получил существенные повреждения и не подлежал ремонту.

## Самолёт
Dornier 328-110 (регистрационный номер D-CPRR, серийный 3054) был выпущен в 1995 году. 16 июля 1996 года передан авиакомпании Minerva Airlines. Оснащён двумя турбовинтовыми двигателями Pratt & Whitney Canada PW119B.

## Экипаж
Состав экипажа был таким:
- Командир воздушного судна (КВС) — 35-летний Алессандро Дель Боно. Опытный пилот, налетал 6000 часов, из них 2000 на Dornier 328[5][6].
- Второй пилот — Уолтер Бенедьюс[5].
- Пилот-стажёр[5].

В кабине работал один бортпроводник.

## Хронология событий
25 февраля 1999 года Dornier 328 выполнял 85-минутный рейс AZ 1553 по маршруту Кальяри—Генуя, на борту находилось 27 пассажиров и 4 члена экипажа. Самолёт эксплуатировался Minerva Airlines, но выполнял рейсы под маркой Alitalia.
Около 12:30 по местному времени (11:30 UTC) самолёт совершил посадку на ВПП №29 аэропорта Генуи при попутном ветре 15—18 узлов. По словам очевидцев, лайнер приземлился далеко от торца полосы, несколько раз подскочил, а затем съехал вправо от ВПП. Самолёт врезался в подпорную стену, в результате чего разрушилась носовая стойка шасси, и упал в море. Аварийно-спасательные службы аэропорта прибыли к месту катастрофы всего через 70 секунд.
На месте погибли 3 человека (два пассажира и бортпроводник), 11 получили ранения. Большинство пассажиров были доставлены в больницу с гипотермией, один пассажир позже скончался в больнице, в результате чего общее число погибших достигло четырёх. Считается, что число жертв могло быть намного больше, если бы находившийся на борту 15-летний пловец не бросился открывать дверь заднего аварийного выхода.

## Расследование
Несмотря на тот факт, что катастрофа произошла в тот же день, когда парламент Италии проголосовал за создание Национального агентства по безопасности полётов (итал. Agenzia Nazionale per la Sicurezza del Volo; ANSV), ANSV не расследовало это происшествие, поскольку ещё не приступило к работе. Вместо него расследование проводило Итальянское управление гражданской авиации. КВС Дель Боно был лишён лицензии пилота и приговорён к двум годам и восьми месяцам тюремного заключения за убийство по неосторожности. Два назначенных судом эксперта заключили: «Преобладающим фактором была ошибка пилота. Командир совершил посадку с большей скоростью, чем необходимая, не смог эффективно противостоять боковому ветру и не смог включить [системы торможения и контроля на этапе посадки]». Кроме того, «он не понимал, что плохое торможение самолёта происходит не из-за механических неисправностей, а из-за плохого управления самолётом и его системами». В 2002 году на решение суда поступила апелляция, в которой утверждалось, что реверсы самолёта были заклинены при посадке и что он повернул вправо, потому что командир Дель Боно отключил питание правого двигателя в попытке замедлить самолёт. В 2003 году срок наказания Дель Боно был сокращён с двух лет и восьми месяцев тюремного заключения до двух лет условно. Защита Дель Боно сослалась на окончательный отчет Управления гражданской авиации, в котором было установлено, что реверсы тяги не функционировали и что ошибка пилота может быть исключена в качестве причины катастрофы.

## Последствия
Dornier 328 получил существенные повреждения и не подлежал ремонту. Авиакомпания Minerva Airlines прекратила свою деятельность четыре года спустя, в 2003 году.
Alitalia сохранила номер рейса AZ 1553 для маршрута Кальяри—Мальпенса. Рейс выполнялся на самолётах Airbus A320 до 2019 года.